# Yolngu
Els Yolngu o Yolŋu són un poble aborigen australià que habita el nord-est de la Terra d'Arnhem al Territori del Nord d'Austràlia. Yolngu significa “persona” en l'idioma Yolŋu. Alguns antropòlegs havien fet servir també el terme Murngin.,

## Llei Yolŋu
El complex sistema legal dels Yolngu es coneix com el Maḏayin. El Maḏayin inclou tota la llei de les persones, els instruments i els objectes, els dictats orals, noms i cançons i d'altres aspectes de la vida.

## Història
Els Yolŋu mantenien bones relacions comercials, durant centenars d'anys, amb els pescadors Makassars. Alguns Yolŋu havien viatjat a Sulawesi amb els Macassars i havien tornat, o, fins i tot van visitar la Xina.

### Contacte amb els europeus
Els Yolŋu havien entrat en contacte amb els europeus abans de l'arribada dels britànics a Austràlia amb els seus contactes amb els comerciants macassars des de probablement el segle xvi. El nom dels Yolŋu per a referir-se als europeus és Balanda, que deriva d'"Holanda".